# Bitva u Grimmy
Bitva u Grimmy byl menší střet během spanilých jízd, který se odehrál 31. prosince 1429 nebo 1. ledna 1430. Během této bitvy v lese poblíž města Grimma porazily oddíly hejtmana Jana Zmrzlíka 800 jezdců pod velením dolnolužického fojta Hanuše z Polenska. Husité údajně pobili 400 mužů a 150 vzali do zajetí.

## Tažení k Lipsku
Ihned po návratu z jiné výpravy začal Prokop Holý organizovat nový zahraniční výpad, který měl tentokrát směřovat do německých zemí. Jednalo se prozatím o největší spanilou jízdu, jíž se měli účastnit zástupci všech husitských svazů a šlechty z Čech i Moravy, snad v počtu od 20 do 30 tisíc. Vojáci se postupně shromažďovali u severních hranic, které překročili patrně ve čtyřech kolonách 20. nebo 21. prosince 1429. Zkonsolidované vojsko se posléze ubíralo podél levého břehu Labe. V první fázi tažení nejvíce utrpěly vesnice a malá špatně opevněná města. Husité postupovali kolem Pirny, Drážďan a Míšně k městu Grimma. Husitská vojska musela překročit řeku Mulda, ale zvýšená hladina toku znemožňovala klasický způsob přechodu ve třech pochodových proudech. Husitští hejtmani zde zamýšleli svést rozhodující bitvu se spojenci a sbory saského kurfiřta Fridricha II. Dobromyslného.

## Bitva
U Grimmy ke střetnutí skutečně došlo, jak husité doufali. Hanuš z Polenska se pokusil znemožnit husitum přechod, pod vedením Jana Zmrzlíka ze Svojšína však došlo k odvrácení útoku nepřátelských vojsk a přechod pres řeku byl dokončen. Toto vítězství husitů způsobilo rozklad v řadách protivníka, který se dal na ústup. Vojska bojující ve jménu kalicha pak snadno a bez odporu postoupila k Lipsku.